# Isoroku Yamamoto

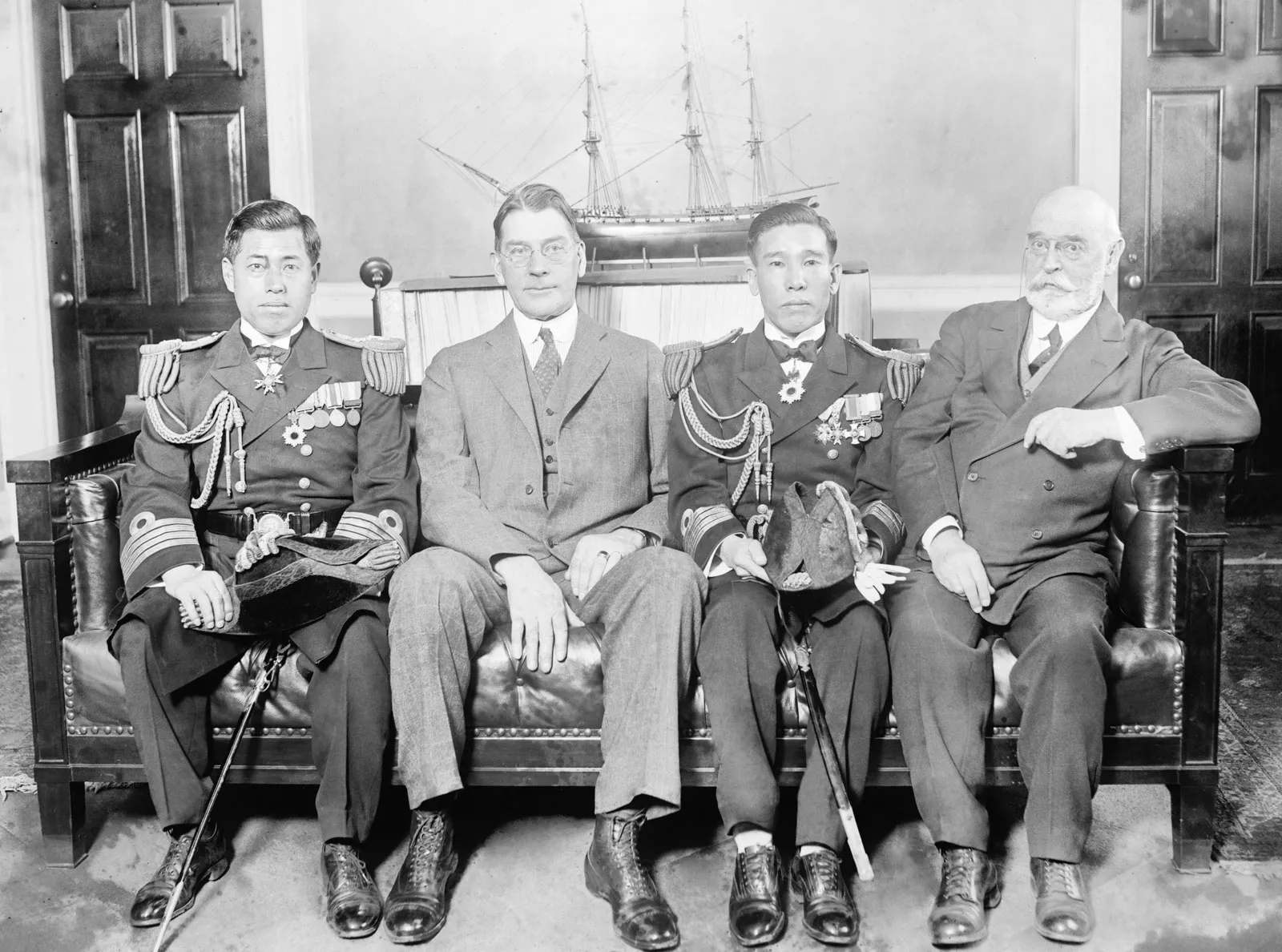
Komandor Isoroku Yamamoto
z amerykańskim sekretarzem marynarki wojennej, Curtisem Wilburem,
ok. 1925–1927

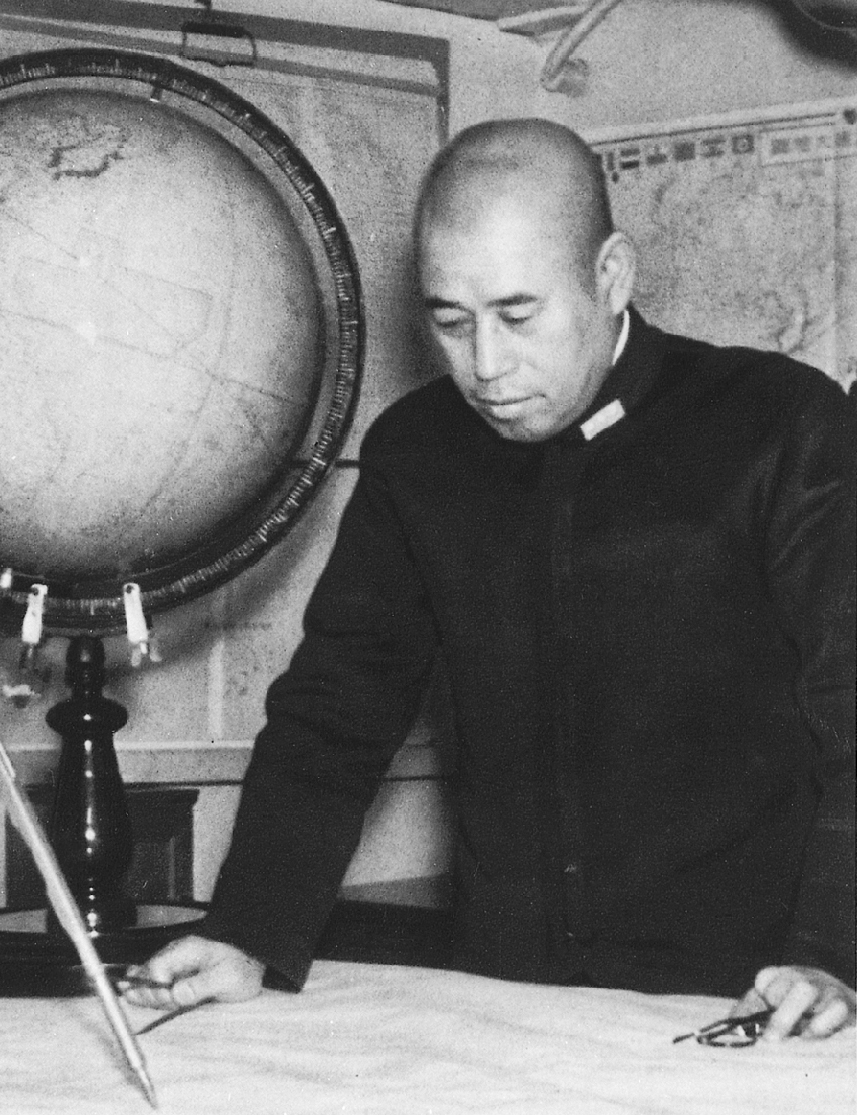
Admirał Isoroku Yamamoto, lata 40.

Isoroku Yamamoto (jap. 山本 五十六 Yamamoto Isoroku; ur. 4 kwietnia 1884 w Nagaoce, zm. 18 kwietnia 1943 nieopodal Bougainville na Wyspach Salomona) – japoński admirał, jeden z najwybitniejszych dowódców Japońskiej Cesarskiej Marynarki Wojennej, uważany za znakomitego stratega.

## Życiorys
Urodził się 4 kwietnia 1884 r. w Nagaoce w rodzinie Sadayoshiego Takano. Po wczesnej śmierci rodziców został adoptowany przez rodzinę Yamamoto.
W wieku 17 lat rozpoczął naukę w Akademii Cesarskiej Marynarki Wojennej (Kaigun Heigakkō) w mieście Etajima położonym na wyspie o tej samej nazwie w zatoce Hiroszima (1901–1904). Jako młody oficer na pokładzie krążownika „Nisshin” uczestniczył w ramach swojego chrztu bojowego w bitwie pod Cuszimą podczas wojny rosyjsko-japońskiej. Podczas starcia stracił dwa palce u lewej dłoni. Eksplozja ta oprócz okaleczenia pozostawiła w jego ciele ponad 100 blizn. W latach 1913–1916 studiował w Akademii Marynarki Wojennej (Kaigun Daigakkō) w Tsukiji. Od 1916 r. służył w sztabie generalnym japońskiej II Floty.
W 1918 poślubił Reiko Mihashi, z którą miał czworo dzieci (dwóch synów i dwie córki). Stroniąc od alkoholu, był jednocześnie pasjonatem hazardu.
Wysoko ceniony przez przełożonych w 1919 r. został wysłany do Stanów Zjednoczonych na studia językowe na Uniwersytecie Harvarda, które ukończył dwa lata później. W 1922 roku był członkiem japońskiej delegacji w konferencji waszyngtońskiej, która negocjowała traktat waszyngtoński z 1922 roku. W 1925 został attaché morskim w USA (w stopniu komandora), dzięki czemu miał okazję dobrze poznać ten kraj. Odwiedzał wówczas m.in. fabryki samochodów w Detroit i pola naftowe w Teksasie. Funkcję tę pełnił do 1928. Yamamoto zafascynowany był Abrahamem Lincolnem i napisał jego biografię. 
Wkrótce potem po raz pierwszy objął dowództwo okrętu, był nim lekki krążownik Isuzu, a następnie powierzono mu lotniskowiec Akagi. W 1930 r. awansowano go do stopnia kontradmirała i oddano dowództwo 1. Floty Powietrznej. W grudniu 1936 r. został wiceministrem marynarki wojennej. Rozpoczął wówczas forsowanie rozbudowy infrastruktury lotnictwa morskiego i naciskał na rozbudowę floty lotniskowców. Yamamoto był zagorzałym zwolennikiem budowy lotniskowców jako głównej siły bojowej floty wojennej i całkowitym przeciwnikiem budowy pancerników.
1 września 1939 r. awansował na stopień admirała i został głównym dowódcą japońskiej Połączonej Floty. W 1941 r. opracował zlecony mu plan wyparcia USA z regionu Pacyfiku, choć był przeciwny wojnie ze Stanami Zjednoczonymi, uważał bowiem, że przewaga amerykańskiego potencjału gospodarczego uniemożliwia Japonii zwycięstwo. W ramach tego projektu opracował plan ataku na Pearl Harbor, który wzorował na brytyjskim rajdzie na włoski port w Tarencie z 1940 roku.
W 1942 r. parł wbrew opinii innych oficerów sztabu do walnej bitwy z amerykańską flotą, która w jego ocenie miała szanse zakończyć się całkowitym rozbiciem sił amerykańskich. Ostatecznie stoczona w rzeczywistości bitwa pod Midway stała się pierwszą porażką japońskiej floty, a Yamamoto został zmuszony do zakończenia operacji.
W związku z niekorzystnym rozwojem sytuacji w trakcie walk o Guadalcanal zdecydował się na osobiste zaangażowanie się w przebieg walk. Zginął 18 kwietnia 1943 r. w samolocie Mitsubishi G4M strąconym przez amerykańskie myśliwce dalekiego zasięgu P-38 Lightning, podczas walk toczących się wokół Wysp Salomona. Lightningi zostały wysłane w daleki rajd specjalnie w celu przechwycenia jego samolotu, ponieważ dzięki złamaniu japońskich szyfrów przez Hypo dowiedziano się, że Yamamoto będzie wizytował swoje bazy (Operacja „Vengeance”). Śmierć admirała była wielkim ciosem dla prowadzącej wojnę Japonii.
21 maja 1943 r. jego prochy dotarły do Japonii.
W uznaniu zasług, został pośmiertnie odznaczony niemieckim Krzyżem Rycerskim Krzyża Żelaznego z Liśćmi Dębu i Mieczami (najwyższa klasa przyznana cudzoziemcowi).

## Krytyka
W wydanej po raz pierwszy w 1958 książce Dowódca niszczyciela, komandor Tameichi Hara wielokrotnie krytykuje sposób działania admirała Yamamoto, niejednokrotnie w sposób bardzo radykalny. Hara zarzuca Yamamoto brak zdecydowania, zbytnią zapobiegliwość i nieumiejętność dowodzenia całością floty. O admirale pisze m.in. w następujący sposób:

Niewielu admirałów zdobyło u otoczenia tak niekwestionowany autorytet, jak admirał Isoroku Yamamoto podczas II wojny światowej. Posiadał wielkie zdolności, jednak sądzę, że jego reputacja dowódcy morskiego była lepsza, niż na to zasługiwał (...). Mimo sromotnej klęski Japonii w wojnie na Pacyfiku, nasz naród nadal jest skłonny uważać Yamamoto za bohatera. W powojennych publikacjach krytykowano innych dowódców morskich i lądowych, ale nie Yamamoto (...). Dla mnie admirał Yamamoto był urodzonym przywódcą przywódców i pod tym względem należał mu się prawie religijny szacunek. Ale nie posiadał wystarczających kwalifikacji, by dowodzić milionowym tonażem okrętów i ich załogami. Bardzo źle się stało, że został wybrany na dowódcę Połączonej Floty (...). Gdy Yamamoto robił karierę, miał opinię doskonałego gracza. Był świetnym hazardzistą, a szczególnie dobrze grał w pokera. Jego decyzja o ataku na Pearl Harbor była pokerową zagrywką i przyniosła wielkie korzyści. Dziwi więc, dlaczego Yamamoto nigdy już nie zagrał swoimi wszystkimi kartami, tak jak powinien to uczynić prawdziwy gracz. Lekcje wyniesione z bitwy na Morzu Koralowym nie zostały wykorzystane pod Midway, gdzie Yamamoto rozdzielił siły – na swą zgubę – pomiędzy celem głównym a Aleutami. Yamamoto bez wątpienia wyjątkowo troszczył się o zabezpieczenie swych sił.

Pełne krytyki są również poniższe zdania:

Bitwa pod Midway określana jest jako punkt zwrotny wojny na Pacyfiku. Na pewno Nagumo poniósł sromotną klęskę pod Midway, ale nie oznaczało to jeszcze całkowitego upadku floty (...). Według mnie tym, co naprawdę przesądziło o losie Floty Cesarskiej, była seria strategicznych i taktycznych błędów popełnionych przez admirała Yamamoto po bitwie o Midway. Pierwsze z nich zostały popełnione podczas amerykańskiego lądowania na Guadalcanalu na początku sierpnia 1942 roku. Po tragicznym zakończeniu operacji pod Midway, Yamamoto skierował swą Połączoną Flotę do bazy w Truk, a następnie z powrotem na wody macierzyste. Kiedy Amerykanie uderzyli na Guadalcanal, siły główne Połączonej Floty Yamamoto stały zakotwiczone w pobliżu Kure na Morzu Wewnętrznym, 2700 mil od strefy działań. W czasie decydujących operacji wokół Guadalcanalu. Yamamoto wysyłał w ten rejon niewielkie zespoły floty, jeden za drugim. Patrząc z perspektywy czasu, jego strategia wydaje się absurdalna.

## Kariera wojskowa
Źródło:
- 14 listopada 1904 – kadet marynarki (kaigun-shōi-kōhosei)
- 31 sierpnia 1905 – podporucznik marynarki (kaigun-shōi)
- 28 września 1907 – porucznik marynarki (kaigun-chūi)
- 11 października 1909 – kapitan marynarki (kaigun-taii)
- 13 grudnia 1915 – komandor podporucznik (kaigun-shōsa)
- 1 grudnia 1919 – komandor porucznik (kaigun-chūsa)
- 1 grudnia 1923 – komandor (kaigun-taisa)
- 30 listopada 1930 – kontradmirał (kaigun-shōshō)
- 15 listopada 1934 – wiceadmirał (kaigun-chūjō)
- 15 listopada 1940 – admirał (kaigun-taishō)
- 18 kwietnia 1943 – marszałek-admirał (gensui-kaigun-taishō) (pośmiertnie)

## Wybrane odznaczenia
- Order Chryzantemy (Japonia)
- Wielka Wstęga Kwiatu Paulowni Orderu Wschodzącego Słońca (Japonia)
- Srebrne Promienie Orderu Wschodzącego Słońca (Japonia)
- Order Skarbu Świętego I klasy (Japonia)
- Order Złotej Kani I klasy (Japonia)
- Order Złotej Kani II klasy (Japonia)
- Medal Wojskowy za Wojnę Rosyjsko-Japońską 1904-1905 (Japonia)
- Pamiątkowy Medal Wstąpienia na Tron Cesarza Hirohito (Japonia)
- Wielka Wstęga Orderu Pomyślnych Chmur (Mandżukuo)
- Medal Zasługi Ustanowienia Państwa (Mandżukuo)
- Order Zasługi Japońskiego Czerwonego Krzyża
- Medal Japońskiego Czerwonego Krzyża dla Członka Specjalnego
- Order Zasługi Orła Niemieckiego I klasy (Niemcy)
- Krzyż Rycerski Krzyża Żelaznego z Liśćmi Dębu i Mieczami (Niemcy) – pośmiertnie
- Krzyż Wielki Orderu Korony Włoch (Włochy)
- Order Sabaudzki Wojskowy I klasy (Włochy) – pośmiertnie